# Biblioteca da Universidade de Estocolmo
A Biblioteca da Universidade de Estocolmo (em sueco Stockholms universitetsbibliotek) é uma biblioteca universitária localizada  na cidade de Estocolmo, na Suécia.

É constituída por dez unidades:

- AlbaNovas bibliotek
- Arrheniusbiblioteket
- Asienbiblioteket
- Biblioteket för socialt arbete
- Frescatibiblioteket
- Geobiblioteket
- JMK-biblioteket
- Latinamerikainstitutets bibliotek
- Matematiska biblioteket
- NODbiblioteket

Recebe anulamente 1,8 milhões de visitantes.